# ARTHUR (Artillerieaufklärungsradar)

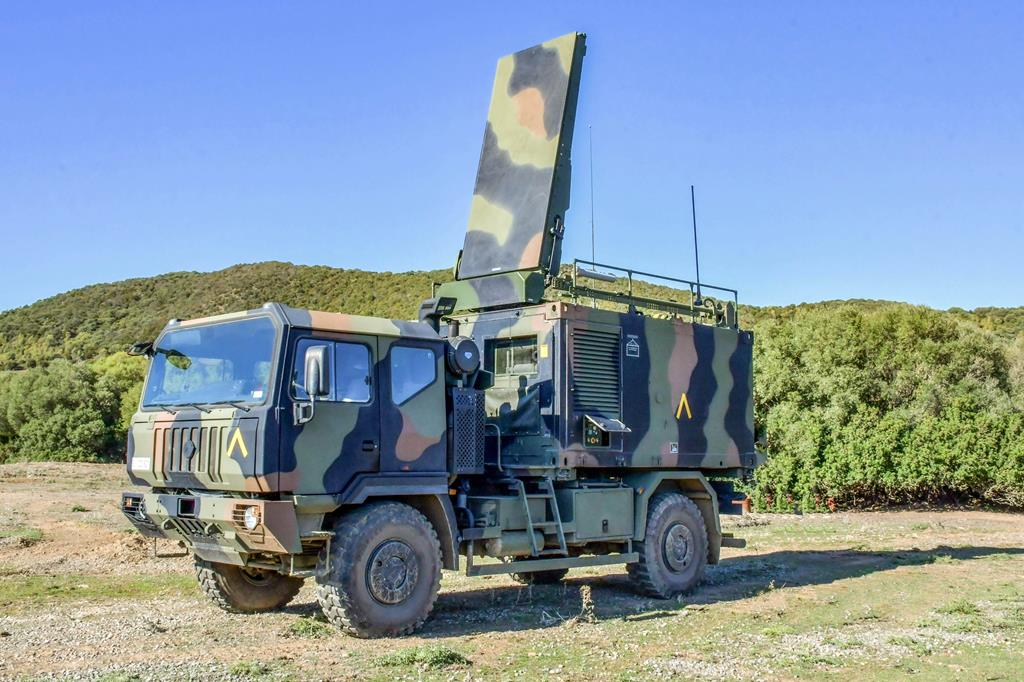
Artillerieaufklärungsradar ARTHUR des italienischen Heeres

Das ARTHUR (ARTillery HUnting Radar) ist ein Artillerieaufklärungsradar des Herstellers Saab Microwave Systems. Das System versorgt Bodentruppen mit der genauen Position und Frühwarnung bei Abschuss feindlicher Artillerie. Das Radar hat eine Reichweite auch von kleinen Zielen von 40 km. Es wird bei den schwedischen, norwegischen, dänischen, griechischen, tschechischen, spanischen und ukrainischen Streitkräften eingesetzt.

## Geschichte
Das Artillerieaufklärungsradar ARTHUR wurde von Ericsson Microwave Systems entwickelt, die 2006 von der schwedischen Saab Gruppe übernommen wurden. Entwickelt wurde das System von 1983 bis 1986. Der erste Prototyp erschien im Jahr 1987. Nach laufenden Testungen und Weiterentwicklungen wurden 1995 die ersten Schießtests durchgeführt. Im Jahr 1999 wurden die ersten Systeme ausgeliefert. Seit dem Beginn der Produktion wurde das System ständig verbessert. 2022 gibt es vier verschiedene Typen von ARTHUR.

## Merkmale
Es ist ein breitbandiges kohärentes Radar mit einer Wanderfeldröhre als Sendeleistungsverstärker und nutzt teilweise die gleiche Technologie und Baugruppen wie das „Giraffe AMB“-Radar.
Sofort nach dem Auffassen und kurzem Begleiten eines fliegenden Geschosses ermöglicht das schmale Diagramm der passiven Phased-Array-Antenne eine hohe Genauigkeit bei der Standortbestimmung des feuernden Geschützes. Das Antennendiagramm wird elektronisch in Höhen- und Seitenwinkel in einem Sektor von 90° geschwenkt. ARTHUR kann bis zu 100 Projektile pro Minute gleichzeitig verarbeiten.
ARTHUR kann neben der Aufklärung feindlicher Feuereinheiten auch simultan dazu die eigene Waffenwirkung melden. ARTHUR sucht dazu einen Geländeabschnitt dicht über dem Horizont nach Geschossen ab. Sowie ein Projektil erfasst wurde, wird es während einer kurzen Zeit begleitet und die Geschossbahn ballistisch berechnet. Aus diesen Daten wird die Position der Geschosseinschläge bestimmt und mit Hilfe der Kenntnis der genauen Stellung der schießenden Geschütze für eine direkte Feuerkorrektur der eigenen Artillerie genutzt.
Das gesamte ARTHUR-System ist sowohl mit C-130-Hercules-Transportflugzeugen wie auch als Außenlast von Hubschraubern lufttransportfähig.
| Technische Daten ARTHUR | Technische Daten ARTHUR |
| ----------------------- | ----------------------- |
| Frequenzbereich         | 5,4–5,9 GHz             |
| Pulswiederholzeit       |                         |
| Pulswiederholfrequenz   |                         |
| Sendezeit (PW)          |                         |
| Empfangszeit            |                         |
| Totzeit                 |                         |
| Pulsleistung            |                         |
| Durchschnittsleistung   |                         |
| angezeigte Entfernung   | 25 Seemeilen (40 km)    |
| Entfernungsauflösung    |                         |
| Öffnungswinkel          |                         |
| Trefferzahl             |                         |
| Antennenumlaufzeit      |                         |

## Einsatz
Die Anwender Norwegen und Schweden erweiterten das System 1999 zur Montage auf BV-206 Mehrzweckfahrzeuge. 
Weitere Anwender sind Dänemark, Griechenland, die Tschechische Republik und die British Royal Marines. Bei letzten kommt das System als “Mobile Artillery Monitoring Battlefield Radar program (MAMBA)” zum Einsatz. Systemen wurden auch nach Kanada und Italien geliehen, um deren Peacekeeping Operationen zu unterstützen.
Im Dezember 2006 bestellte Spanien ARTHUR Systeme als Teil einer 59-Millionen-Euro-Order.
Frankreich lieferte das System im Mai 2022 an die rumänischen Streitkräfte. Das ukrainische Heer erhielt Systeme aus Großbritannien zur Unterstützung gegen die russische Invasion der Ukraine.